# Zmarli we wrześniu 2024

## Wrzesień 2024
- 30 września
  - Hieronymus Herculanus Bumbun – indonezyjski duchowny rzymskokatolicki, kapucyn, arcybiskup Pontianak (1977–2014)[1]
  - Gavin Creel – amerykański aktor i wokalista[2]
  - Farida (wł. Concetta Gangi) – włoska piosenkarka[3]
  - Wiesław Hejno – polski aktor, lalkarz, scenarzysta i reżyser teatralny, pedagog, profesor, dyrektor Wrocławskiego Teatru Lalek (1981–2001)[4]
  - Andrzej Makowiecki – polski pisarz, reporter, podróżnik, scenarzysta[5]
  - Dikembe Mutombo – kongijski koszykarz[6]
  - Ken Page – amerykański aktor i wokalista[7]
  - Wiesław Prus-Głowacki – polski biolog, genetyk, profesor[8]
  - Pete Rose – amerykański baseballista[9]
  - Ron Steens – holenderski hokeista na trawie, olimpijczyk (1976, 1984)[10]
  - Dan Tichon – izraelski ekonomista i polityk, przewodniczący Knesetu (1996–1999)[11][12]
  - Adélio Giuseppe Tomasin – włoski duchowny rzymskokatolicki posługujący w Brazylii, biskup Quixady (1988–2007)[13]
- 29 września
  - Andrea Capone(inne języki) – włoski piłkarz[14]
  - Rohan de Saram(inne języki) – brytyjski wiolonczelista pochodzenia lankijskiego[15]
  - Ron Ely – amerykański aktor, pisarz i reżyser[16]
  - Przemysław Ereński – polski szachista[17]
  - Richard S. Hamilton – amerykański matematyk, profesor, laureat Nagrody Shawa (2011)[18]
  - Ewa Kubiak-Szymborska – polska pedagog, dr hab., profesor UKW[19]
  - Martin Lee(inne języki) – angielski piosenkarz, członek zespołu Brotherhood of Man, zwycięzca Konkursu Piosenki Eurowizji (1976)[20]
  - Andrzej Napieralski – polski inżynier elektronik, profesor[21]
- 28 września
  - Hugo Barrantes Ureña – kostarykański duchowny rzymskokatolicki, arcybiskup San José (2002–2013)[22]
  - Jerzy Cyran – polski działacz samorządowy, wiceprezydent Katowic (1981–1984)[23]
  - Winfield Dunn(inne języki) – amerykański ekonomista, przedsiębiorca i polityk, gubernator stanu Tennessee (1971–1975)[24]
  - Drake Hogestyn – amerykański aktor[25]
  - Kris Kristofferson – amerykański piosenkarz country i folk, autor tekstów piosenek, kompozytor, aktor[26]
  - Nabil Qaouk(inne języki) – libański duchowny muzułmański, członek władz Hezbollahu[27]
  - Alexandre do Nascimento – angolski duchowny rzymskokatolicki, arcybiskup luandzki (1986–2001), kardynał[28]
  - Józef Stolorz – polski artysta malarz[29]
  - Jacques Teugels – belgijski piłkarz[30]
- 27 września
  - Fabián Caballero – argentyński piłkarz[31]
  - Andrzej Desperak – polski artysta malarz[32]
  - Muriel Furrer(inne języki) – szwajcarska kolarka[33]
  - Ali Karaki(inne języki) – libański terrorysta, jeden z przywódców Hezbollahu[34]
  - Czesław Litwin – polski hutnik, rolnik, działacz związkowy, samorządowiec i polityk, poseł na Sejm V kadencji[35]
  - Hasan Nasr Allah – libański polityk, sekretarz generalny Hezbollahu (1992–2024)[36]
  - Abbas Nilforoushan(inne języki) – irański generał brygady związany z Korpusem Strażników Rewolucji Islamskiej[37]
  - Witold Precht – polski fizyk, specjalista w zakresie inżynierii materiałowej, profesor[38]
  - Jadwiga Romańska – polska śpiewaczka operowa (sopran)[39]
  - Ryszard Sadaj – polski pisarz i autor słuchowisk radiowych[40]
  - Maggie Smith – brytyjska aktorka[41]
  - Andrzej Pokrzywa – polski działacz społeczny i instruktor harcerski[42]
  - Reijo Vähälä – fiński lekkoatleta, skoczek wzwyż, wicemistrz Europy (1969)[43]
- 26 września
  - John Ashton – amerykański aktor[44]
  - Andrzej Baran – polski polityk i inżynier, prezydent Dąbrowy Górniczej (1988–1990)[45]
  - Sören Börjesson – szwedzki piłkarz i trener[46]
  - Iosif Khriplovich(inne języki) – rosyjski fizyk teoretyczny, profesor[47]
  - Bogusław Kukuć – polski dziennikarz sportowy[48]
- 25 września
  - Ismaił Aleksandrowicz – białoruski inżynier, działacz tatarski i muzułmański, mufti Białorusi (1994–2005)[49]
  - Stanisław Lamperski – polski chemik, profesor[50]
  - Roman Madyanov(inne języki) – rosyjski aktor[51]
  - John Warwick Montgomery – amerykańsko-brytyjski prawnik, teolog i duchowny luterański[52]
  - Rocky Moran – amerykański kierowca wyścigowy[53]
  - Vassula Ryden – grecka mistyczka[54]
  - Grzegorz Tuderek – polski inżynier, menedżer i polityk, poseł na Sejm III i IV kadencji[55]
- 24 września
  - Cat Glover – amerykańska choreografka, tancerka, piosenkarka i raperka[56]
  - Ken Howard – angielski kompozytor, autor tekstów piosenek, reżyser telewizyjny[57]
  - Zdzisław Targoński – polski chemik, technolog żywności i żywienia, profesor, rektor AR w Lublinie (2002–2008)[58][59]
  - Elio Tinti – włoski duchowny rzymskokatolicki, biskup diecezji Carpi (2000–2011)[60]
- 23 września
  - Robert Aymar(inne języki) – francuski fizyk, profesor, dyrektor generalny CERN (2004–2008)[61]
  - Giancarlo Crosta – włoski wioślarz, medalista olimpijski (1960)[62]
  - Rupert Keegan – brytyjski kierowca wyścigowy[63]
  - Amadou-Mahtar M’Bow – senegalski urzędnik państwowy i polityk, dyrektor generalny UNESCO (1974–1987)[64]
  - Alan Vera – kubańsko-amerykański zapaśnik[65][66].
- 22 września
  - Peter Andruška – słowacki pisarz i poeta[67]
  - Fania Brancowska – litewska nauczycielka, uwięziona w getcie wileńskim, uczestniczka ruchu oporu, partyzantka radziecka[68]
  - Zbigniew Czarnuch – polski historyk, pedagog i działacz społeczny[69]
  - Andrzej Głownia – polski piłkarz[70]
  - Fredric Jameson – amerykański socjolog, teoretyk literatury i krytyk literacki[71]
  - Běla Paclíková(inne języki) – czeska siatkarka, mistrzyni Europy (1958)[72]
  - Tomasz Tarasin – polski operator filmowy i telewizyjny[73]
  - Janusz Zachara – polski inżynier chemik, profesor[74]
- 21 września
  - Raquel Blandón(inne języki) – gwatemalska prawniczka, żona Vinicio Cerezo, pierwsza dama Gwatemali (1986–1991)[75]
  - Benny Golson – amerykański saksofonista jazzowy, kompozytor i aranżer[76]
  - Ren Jianxin(inne języki) – chiński prawnik i polityk, przewodniczący Najwyższego Sądu Ludowego (1988–1998)[77]
  - Zbigniew Szczerba – polski inżynier elektrotechnik, profesor, prorektor PG (1990–1996)[78]
  - Roman Zwiercan – polski działacz opozycji demokratycznej i więzień polityczny w PRL, publicysta[79]
- 20 września
  - Ibrahim Akil – libański polityk, członek Rady Dżihadu Hezbollahu, dowódca sił specjalnych Redwan(inne języki)[80]
  - Józef Bachórz – polski filolog, profesor, prorektor UG (1980–1981)[81]
  - Kathryn Grant Crosby – amerykańska aktorka i piosenkarka[82]
  - Daniel J. Evans – amerykański polityk, gubernator stanu Waszyngton (1965–1977), senator (1983–1989)[83]
  - Artaszes Geghamian – ormiański polityk, parlamentarzysta, lider partii Jedność Narodowa (1997–2024)[84]
  - David Graham(inne języki) – brytyjski aktor[85]
  - Barbara Horawianka – polska aktorka[86][87]
  - Janusz Papatanasis – polski piłkarz grający na pozycji obrońcy[88]
  - Sayuri – japońska piosenkarka[89]
  - Radmila Živković(inne języki) – serbska aktorka[90]
- 19 września
  - Antoni Fałat – polski malarz, grafik i rysownik[91]
  - Daniel Fanego – argentyński aktor[92]
  - Zigmunds Jansons – łotewski zapaśnik[93]
  - Marian Kochman – polski biochemik, profesor[94]
  - Ivan Ramos – belizeński polityk, parlamentarzysta (2012–2015)[95][96]
  - Bruno Sacco(inne języki) – włoski inżynier, projektant samochodów[97]
- 18 września
  - Kesaria Abramidze – gruzińska modelka, działaczka na rzecz osób transseksualnych[98]
  - Pierre Alonzo(inne języki) – francuski piłkarz, trener piłkarski[99]
  - Felicjan Andrzejczak – polski piosenkarz, w latach 1982–1983 wokalista zespołu Budka Suflera[100]
  - Gerti Bogdani – albański polityk, parlamentarzysta (2009–2017), przewodniczący IYDU(inne języki) (2014–2016)[101]
  - Juan Brujo (John Lepe) – amerykański muzyk, wokalista zespołu Brujeria[102]
  - Dick Diamonde – australijski gitarzysta basowy, członek zespołu The Easybeats[103][104]
  - Nick Gravenites – amerykański piosenkarz bluesowy, rockowy i folkowy, autor tekstów i gitarzysta[105]
  - Paul Imiéla(inne języki) – francuski piłkarz[106]
  - Zbigniew Kociołek(inne języki) – polski trener piłkarski[107]
  - Sam Malcolmson – nowozelandzki piłkarz[108]
  - Salvatore Schillaci – włoski piłkarz, brązowy medalista i król strzelców mistrzostw świata (1990)[109][110][111][112]
  - Lech Sołuba – polski aktor[113]
  - Wojciech Wala – polski zapaśnik, olimpijczyk (1988)[114]
  - Rolf Wolfshohl – niemiecki kolarz szosowy, zwycięzca Vuelta a España (1965)[115]
  - Jerzy Wuttke – polski plastyk, wykładowca akademicki, poseł na Sejm X i II kadencji[116]
- 17 września
  - César (César Martins de Oliveira) – brazylijski piłkarz[117]
  - Magda De Galan – belgijska prawniczka i polityczka, parlamentarzystka (1991–1999), minister spraw społecznych (1994–1999)[118]
  - Jan Golan – polski trener i działacz piłkarski[119]
  - Nelson DeMille – amerykański pisarz[120][121]
  - Józef Koszarek – polski artysta ludowy, laureat Nagrody im. Oskara Kolberga (2003)[122]
  - Mohamed Mahmoud Ould Mohamedou(inne języki) – mauretański historyk, profesor i dyplomata, minister spraw zagranicznych (2008–2009)[123]
  - Jean Roberts – australijska lekkoatletka, kulomiotka, dyskobolka, olimpijka (1968)[124]
  - J.D. Souther(inne języki) – amerykański piosenkarz, aktor, autor tekstów piosenek[125]
- 16 września
  - Yūko Arakida – japońska siatkarka, mistrzyni świata (1974), mistrzyni olimpijska (1976)[126]
  - Paul-André Cadieux(inne języki) – kanadyjski hokeista[127]
  - Robert Dill-Bundi – szwajcarski kolarz torowy, mistrz olimpijski (1980)[128]
  - Stefan Gaca – polski muzykant, bębnista, śpiewak i tancerz, członek kapeli Jana Gacy[129]
  - Peter Green(inne języki) – brytyjski historyk i pisarz[130]
  - Günther Steffen Henrich – niemiecki historyk, filolog, bizantynolog, profesor Uniwersytetu w Lipsku[131]
  - István Juhász – węgierski piłkarz[132][133]
  - Rafał Kocot – polski urzędnik konsularny i działacz społeczny[134]
  - Barbara Leigh-Hunt – angielska aktorka[135]
  - Gary Shaw(inne języki) – angielski piłkarz[136]
  - Billy Edd Wheeler – amerykański autor tekstów piosenek, performer, pisarz i artysta wizualny[137]
- 15 września
  - Aleksandr Barysznikow – rosyjski lekkoatleta, kulomiot, medalista olimpijski (1976, 1980)[138]
  - Iljas Churi – libański pisarz, publicysta i krytyk literacki[139]
  - Rafał Gańko – polski trębacz[140]
  - Kenny Hyslop(inne języki) – szkocki perkusista, członek zespołu Simple Minds[141][142]
  - Tito Jackson – amerykański wokalista i gitarzysta, członek zespołu The Jackson 5, brat Michaela Jacksona[143]
  - Basil Losten – amerykański duchowny greckokatolicki, eparcha Stamford (1977–2007)[144]
  - Valentin Samungi(inne języki) – rumuński piłkarz ręczny, mistrz świata (1970)[145]
- 14 września
  - Berit Ås(inne języki) – norweska polityk i psycholog, działaczka feministyczna, przewodnicząca Sosialistisk Venstreparti (1975–1976)[146]
  - Bogdan Charbicki – polski piłkarz[147][148]
  - Otis Davis – amerykański lekkoatleta, sprinter, dwukrotny mistrz olimpijski (1960)[149]
  - Jean-Michel Dupuis(inne języki) – francuski aktor[150]
  - Dżabir Mubarak al-Hamad as-Sabah – kuwejcki szejk, premier (2011–2019)[151]
  - Andrzej Jedynak – polski inżynier, ambasador w Austrii (1978–1980), minister przemysłu maszyn ciężkich i rolniczych (1980–1981), wicepremier (1981–1982), ambasador w Czechosłowacji (1982–1988)[152]
  - Lucjan Kowalczyk – polski inżynier wojskowy, pułkownik, dr hab., profesor UE ew Wrocławiu, rektor WSZiP w Wałbrzychu (2015–2024)[153]
  - Gheorghe Mulțescu – rumuński piłkarz i trener[154]
  - Fernando Puche(inne języki) – hiszpański przedsiębiorca i działacz piłkarski, prezes Málaga CF (1997–2001)[155]
  - Arie van der Veer(inne języki) – holenderski kaznodzieja, prezes Evangelische Omroep (1990–2008)[156]
  - Andrzej Zieliński – polski inżynier łączności, wykładowca PW, profesor nauk technicznych, minister łączności (1993–1997), członek KRRiT (2005), prezes PZK (1980–1985)[157]
- 13 września
  - Eugeniusz Biesiadka – polski entomolog, hydrobiolog, dr hab., profesor zw. UAM[158]
  - Tommy Cash(inne języki) – amerykański muzyk country, brat Johnny’ego Casha[159]
  - Wolfgang Gerhardt – niemiecki polityk, deputowany do Bundestagu (1994–2013), przewodniczący FDP (1995–2001)[160]
  - Zbigniew Lew-Starowicz – polski lekarz psychiatra, psychoterapeuta i seksuolog[161]
  - Marek Matuszelański – polski baloniarz[162]
  - Wojciech Pędich – polski lekarz geriatra i gerontolog, profesor[163]
  - Jan Popczyk – polski profesor, energetyk, twórca i pierwszy prezes Polskich Sieci Elektroenergetycznych[164][165]
  - Edward Slattery – amerykański duchowny rzymskokatolicki, biskup Tulsy (1993–2016)[166]
  - Milda Vainiutė – litewska prawniczka, minister sprawiedliwości (2016–2018)[167]
- 12 września
  - Kazimierz Dużałka – polski samorządowiec, burmistrz Ponieca (1994–2010)[168]
  - Joseph G. Gall(inne języki) – amerykański biolog, cytolog, profesor, członek NAS[169]
  - John Haglelgam – mikronezyjski polityk, prezydent Mikronezji (1987–1991)[170]
  - Jadwiga Kłosińska – polska artystka malarka[171]
  - Tadeusz Kohorewicz – polski dziennikarz, cenzor, dyplomata[172]
  - Wasyl Medwit – polsko-ukraiński biskup katolicki obrządku bizantyjsko-ukraińskiego, biskup pomocniczy egzarchatu doniecko-charkowskiego (2009–2013)[173]
  - Andrzej Miller – polski inżynier mechanik, profesor, prodziekan wydziału MEiL PW (1978–1984)[174]
  - Sitaram Yechury – indyjski polityk, parlamentarzysta (2005–2017), sekretarz generalny CPI (M) od 2015 do 2024[175]
  - Mary Franklin – amerykańska superstulatka[176]

- 11 września
  - Kenneth Cope – brytyjski aktor[177]
  - Alberto Fujimori – peruwiański inżynier i polityk, prezydent (1990–2000)[178]
  - Steve Gregg(inne języki) – amerykański pływak, wicemistrz olimpijski (1976)[179]
  - Peter Klashorst – holenderski artysta malarz, rzeźbiarz i fotografik[180]
  - Chad McQueen – amerykański aktor, kierowca rajdowy, producent filmowy[181]
  - Michał Sobelman – polsko-izraelski pisarz oraz tłumacz literatury[182]
  - Illia Yefimchyk(inne języki) – białoruski kulturysta[183]
- 10 września
  - Frankie Beverly(inne języki) – amerykański piosenkarz soulowo-funkowy, autor tekstów i producent muzyczny[184]
  - Clio Maria Bittoni(inne języki) – włoska prawniczka, żona Giorgio Napolitano, pierwsza dama Włoch (2006–2015)[185]
  - Pat Bolger – kanadyjski zapaśnik i judoka, olimpijczyk (1968, 1972)[186]
  - Zygmunt Bosiakowski – polski ekonomista, profesor, rektor SGPiS (1983–1990)[187][188]
  - Roberto Chale – peruwiański piłkarz i trener[189]
  - Michaela DePrince(inne języki) – sierraleońsko-amerykańska tancerka baletowa[190][191]
  - Stanisław Kocot – polski trener piłkarski[192]
  - Eligio Martínez – boliwijski piłkarz[193]
  - Bernard Panaszek – polski lekarz alergolog, profesor, dziekan Wydziału Nauk o Zdrowiu UMW (2004–2012)[194]
  - Jim Sasser(inne języki) – amerykański polityk i dyplomata, senator (1977–1995), ambasador USA w Chinach (1996–1999)[195]
  - Wałerij Słatenko – ukraiński trener piłkarski[196]
- 9 września
  - Carlos Bielicki – argentyński szachista polskiego pochodzenia, mistrz międzynarodowy[197][198]
  - James Earl Jones – amerykański aktor[199]
  - Robert Kościelny – polski menedżer, poseł na Sejm II kadencji[200]
  - Jacek Rybicki – polski działacz związkowy, poseł na Sejm RP III kadencji[201]
  - Robert Smoktunowicz – polski prawnik, polityk, senator RP V i VI kadencji[202]
  - Jeffrey Titford – brytyjski przedsiębiorca i polityk, poseł do PE (1999–2009), lider UKIP (2000–2002 i 2010)[203][204]
  - Caterina Valente – włoska piosenkarka, aktorka, gitarzystka i tancerka[205]
  - Mitchell Wiggins – amerykański koszykarz[206]
  - Yeshey Zimba bhutański polityk, minister finansów (1998–2003), premier Bhutanu (2000–2001, 2004–2005)[207]
- 8 września
  - Ana Gervasi(inne języki) – peruwiańska dyplomatka, minister spraw zagranicznych (2022–2023)[208][209]
  - Henny Moan(inne języki) – norweska aktorka[210]
  - Zoot Money(inne języki) – angielski wokalista, klawiszowiec, bandleade, członek zespołu The Animals[211]
  - Emi Shinohara – japońska seiyū (aktorka głosowa)[212]
  - Andrzej Socharski – polski strzelec sportowy, olimpijczyk (1976)[213]
  - Tie Liu(inne języki) – chiński pisarz, dysydent, więzień polityczny[214]
  - Ben Thapa(inne języki) – angielski śpiewak operowy (tenor)[215]
- 7 września
  - Max Dauphin(inne języki) – luksemburski malarz[216]
  - Helena Michalik – polska superstulatka[217]
  - Hubertus Mynarek – niemiecki teolog, filozof i religioznawca, profesor[218]
  - Juozas Žilys – litewski prawnik i nauczyciel akademicki, przewodniczący Sądu Konstytucyjnego (1993–1999)[219]
- 6 września
  - Lucine Amara – amerykańska śpiewaczka operowa (sopran)[220]
  - Lorenzo Ceresoli – włoski duchowny rzymskokatolicki, biskup wikariusz apostolski Awasa (1993–2009)[221]
  - Paul Goldsmith – amerykański kierowca wyścigowy[222]
  - Rebecca Horn(inne języki) – niemiecka artystka wizualna[223]
  - Sonia Iovan(inne języki) – rumuńska gimnastyczka, medalistka olimpijska (1956, 1960)[224]
  - Will Jennings(inne języki) – amerykański autor tekstów piosenek, m.in. „Tears in Heaven”, „Higher Love” i „My Heart Will Go On”[225]
  - Zbigniew Madej – polski ekonomista i działacz partyjny, prof. dr hab., wiceminister finansów (1975–1980), przewodniczący Komisji Planowania przy Radzie Ministrów (1981–1982), wicepremier (1981–1983)[226]
  - Pim de la Parra – surinamsko-holenderski reżyser filmowy[227]
  - Jerzy Pogonowski – polski matematyk, logik i językoznawca, profesor[228]
  - Alan Rees – brytyjski kierowca wyścigowy[229]
  - Zbigniew Sulatycki – polski inżynier, kapitan żeglugi wielkiej, publicysta[230][231]
  - Vladas Terleckas – litewski ekonomista, parlamentarzysta, sygnatariusz Aktu Przywrócenia Państwa Litewskiego[232]
  - Robert Witke – polski skoczek narciarski[233]
  - Bent Wolmar – duński piłkarz[234]
  - Ron Yeats – szkocki piłkarz i trener[235]
  - Mirosław Żywczyk – polski zapaśnik[236]
- 5 września
  - Rebecca Cheptegei – ugandyjska lekkoatletka, maratonka, olimpijka (2024)[237]
  - Tadeusz Czerwiński – polski dyplomata, działacz sportowy i bankowiec, konsul generalny w Chicago (1988–1990)[238]
  - Herbie Flowers(inne języki) – angielski gitarzysta basowy, kontrabasista i tubista[239]
  - Martin France – brytyjski perkusista jazzowy[240]
  - Jerzy Heimrath – polski lekarz, wykładowca akademicki[241]
  - Sérgio Mendes – brazylijski pianista, tworzący głównie bossa novę i sambę[242]
  - Rich Homie Quan – amerykański raper[243]
  - Władysław Słowiński – polski kompozytor i dyrygent[244]
  - Screamin' Scott Simon(inne języki) – amerykański pianista rock ’n’ rollowy[245]
  - Laurent Tirard(inne języki) – francuski reżyser filmowy[246]
  - Aruna Vasudev(inne języki) – indyjska krytyczka filmowa i pisarka[247]
- 4 września
  - Luis Ayala – chilijski tenisista[248]
  - Borisav Đorđević – serbski piosenkarz, autor tekstów, założyciel zespołu Riblja čorba[249]
  - Olavi Heinonen(inne języki) – fiński prawnik, prezes Sądu Najwyższego(inne języki) (1989–2001)[250]
  - Władysław Kadłubiec – polski matematyk i agronom, dr. hab., profesor UPWr[251]
  - Hermes Ramírez – kubański lekkoatleta, sprinter, wicemistrz olimpijski (1968)[252]
- 3 września
  - Kazimierz Działocha – polski prawnik, konstytucjonalista, profesor, polityk, sędzia TK (1985–1993), senator III kadencji (1995–1997), poseł na Sejm III kadencji (1997–2001)[253]
  - Alberto Jorge – argentyński piłkarz i trener[254]
  - Igor Spasski – radziecki i rosyjski inżynier wojskowy, projektant okrętów podwodnych[255]
  - Mike Torode – brytyjski polityk, szef ministrów Guernsey (2007–2008)[256]
- 2 września
  - James Darren – amerykański piosenkarz, aktor[257][258]
  - Rodolfo Hernández Suárez(inne języki) – kolumbijski przedsiębiorca i polityk, kandydat na prezydenta (2022(inne języki))[259]
  - Kong Sam Ol(inne języki) – kambodżański polityk, minister rolnictwa (1993–1996) i pałacu królewskiego (1996–2024)[260]
  - Mihály Kupa(inne języki) – węgierski polityk i ekonomista, minister finansów (1990–1993)[261]
  - Sante Marsili – włoski piłkarz wodny, wicemistrz olimpijski (1976)[262]
  - Aleksandr Miedwied – radziecki i białoruski zapaśnik, sędzia zapaśniczy, działacz sportowy, mistrz olimpijski (1964, 1968, 1972), świata i Europy[263]
  - Piotr Płoszajski – polski ekonomista, dr hab., profesor SGH[264][265]
  - Raul José Quimpo Martirez – filipiński duchowny rzymskokatolicki, biskup diecezji San Jose de Antique (1983–2002)[266]
  - Władimir Turijanski – rosyjski poeta i kompozytor[267]
- 1 września
  - Denis Browne – nowozelandzki duchowny rzymskokatolicki, biskup diecezji: Rarotonga (1977–1983), Auckland (1983–1994) i Hamilton (1994–2014)[268]
  - Norman Chui(inne języki) – hongkoński aktor[269]
  - Budimir Lončar(inne języki) – jugosłowiański i chorwacki dyplomata, minister spraw zagranicznych Jugosławii (1987–1991)[270]
  - Ahu Tuğba – turecka aktorka[271]
- nieznana data dzienna
  - Gintaras Jasinskas – litewski biathlonista, olimpijczyk (1992, 1994)[272]
  - Clement Kemboi – kenijski lekkoatleta, długodystansowiec, mistrz igrzysk afrykańskich (2015)[273][274]
  - Peter Kubik – austriacki muzyk rockowy, gitarzysta zespołu Abigor[275]